# تود (نینتندو)
تود که همچنین به‌عنوان کینوپیو در ژاپن شناخته می‌شود شخصیت خیالی‌ای می‌باشد که در عمدتاً در فرنچایز ماریو توسط نینتندو ظاهر می‌شود. تود یک انسان‌نما با کله‌ای قارچ چتری مانندی می‌باشد که توسط طراح ژاپنی بازی‌های رایانه‌ای شیگرو میاموتو ساخته شده و به عنوان یک شهروند از ماشروم کینگ‌دام به تصویر کشیده می‌شود و یکی از وفادارترین خدمتگزاران پرنسس پیچ می‌باشد و همیشه طرف او را می‌گیرد.